# Kotlina Turfańska

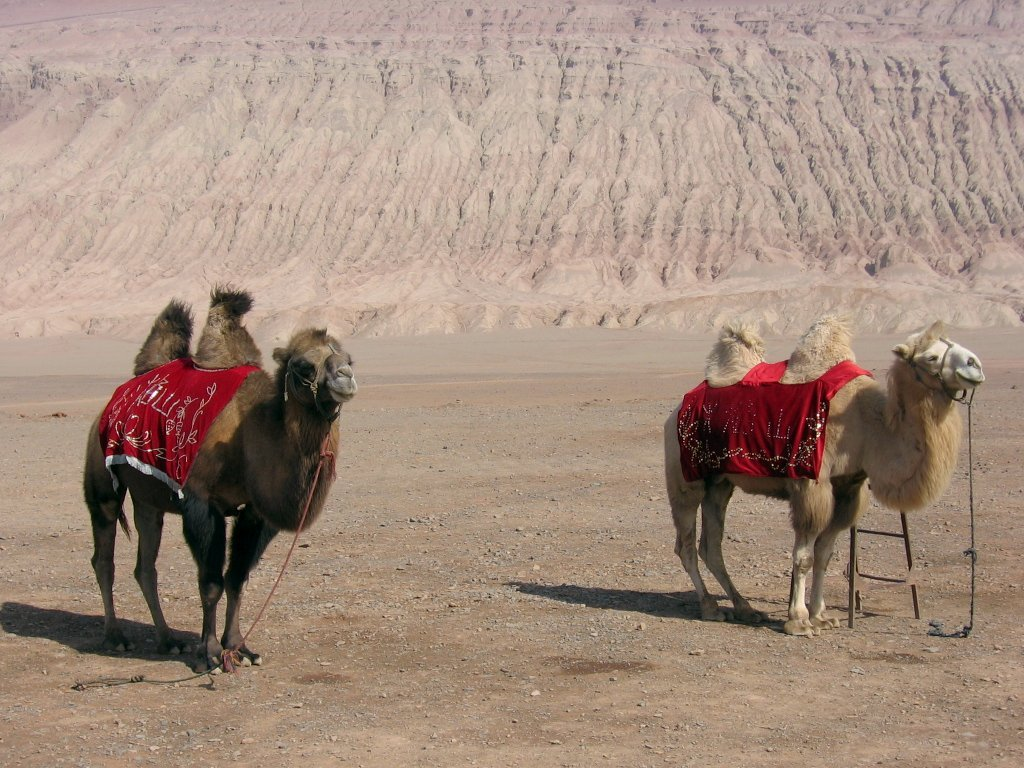
Krajobraz Kotliny Turfańskiej

Kotlina Turfańska (chiń. upr. 吐鲁番盆地; chiń. trad. 吐魯番盆地; pinyin Tǔlǔfán Péndì; ujg.: تۇرپان ئويمانلىغى, Turpan Oymanliği) – bezodpływowa kotlina pochodzenia tektonicznego położona w zachodnich Chinach, w regionie autonomicznym Sinciang, we wschodnim Tienszanie, między pasmami Bogda Shan na północy i Qoltag na południu. Rozciąga się na długości ok. 200 km i szerokości do 70 km. Dno kotliny (wyschnięte jezioro Aydingkol Hu) leży 154 m p.p.m. (najniższy punkt Chin), brzegi jej zaś znajdują się ponad 1000 m n.p.m. Kotlina Turfańska jest rowem tektonicznym utworzonym w trzeciorzędzie, w fazie silnych dyslokacji, które ogarnęły Tienszan w orogenezie alpejskiej. Panuje tu klimat kontynentalny, skrajnie suchy, z bardzo gorącym latem (chiński rekord ciepła 47,7 °C) i chłodną zimą. Głównym miastem kotliny jest oaza Turfan.